# Nicolás Roda
Nicolás de Roda y Roda, más conocido como Nicolás Roda, (Turón, Granada, 1 de agosto de 1802 – Turón,1878) fue un abogado y escritor contumbrista y crítico literario español del Romanticismo, que ejerció como alcalde de Granada y fue nombrado alcalde mayor de La Habana.
Nació en la localidad alpujarreña de Turón, hijo de Nicolás Roda y de Francisca Roda. En 1814 pasó a estudiar Filosofía y Teología como colegial en el colegio mayor de San Bartolomé y Santiago y más tarde se licenció en Derecho por la Universidad de Granada.
Escribió numerosos artículos en El Dauro, La Alhambra y El Granadino  y La Tarántula que se publicaron reunidos en el libro titulado Artículos de costumbres, de literatura y de teatro en 1845. Posteriormente continuó escribiendo para publicaciones locales como El Liceo de Granada. Sus observaciones sobre el carácter de los granadinos de su época son de gran agudeza.
Ejerció como alcalde de Granada en dos cortos periodos: entre el 1 de enero de 1837 y el 26 de febrero del mismo año y en 1838 entre el 19 de marzo y el 16 de diciembre. En 1847 fue nombrado alcalde mayor de La Habana, cargo que ejerció por poco tiempo.
También en 1847 fue nombrado caballero de la Orden de Carlos III.